# Ала Коста (Лука)
Ала Коста (итал. Alla Costa) је насеље у Италији у округу Лука, региону Тоскана.
Према процени из 2011. у насељу је живело 61 становника. Насеље се налази на надморској висини од 509 м.